# Shot, Illusion, New God
Shot, Illusion, New God è il primo EP e l'ultimo lavoro discografico del gruppo musicale grunge dei Gruntruck. Doveva essere nelle intenzioni delle band il disco di rilancio dopo la loro battaglia legale con la Roadrunner Records.
Le prime due tracce furono prodotte da Jack Endino agli Avast Studios, mentre "New God" fu prodotta da Gary King all'House of Leisure. Il tutto fu masterizzato all'Hanzsek Audio.

## Tracce
1. Shot
2. Illusion
3. New God

## Formazione
- Ben McMillan - voce, chitarra ritmica
- Tom Niemeyer - chitarra solista
- Alex Sibbald - basso
- Josh Sinder - batteria